# Ricardo Souza Bóvio
Ricardo Souza Bóvio   (Campos dos Goytacazes, 17 de gener de 1982) és un exfutbolista brasiler, que ocupava la posició de defensa o migcampista defensiu.
Format al planter del Vasco da Gama, on va jugar entre el 2001 i el 2002. El 2003 marxa al Chernomorets rus, on va jugar el 2003 i el 2004. No s'adapta i a l'any següent hi retorna al seu país, a les files del Santos FC, on va jugar entre el 2004 i el 2005 i va guanyar el Campionat del Brasil del 2004. Això possibilita que torne a viatjar al continent europeu, l'any 2006 va arribar al Màlaga CF on va viure un dels moments més memorables de la seva carrera, marcant contra el Reial Madrid a l'Estadi Santiago Bernabéu el 23 d'abril de 2006, ni al Panathinaikos.
Posteriorment, jugaria de nou en equips brasilers, com el Profute o el Corinthians. El 2008 fitxa per l'exòtic Al-Shabab, d'Aràbia Saudí.